# Nikki Benz
Nikki Benz (Mariúpol, Óblast de Donetsk; 11 de diciembre de 1981) es una actriz pornográfica ucraniana nacionalizada canadiense.

## Biografía
Nikki nació en Mariúpol (RSS de Ucrania), pero a muy temprana edad se mudó a Toronto (Canadá), donde se crio. Tras terminar la escuela encontró algunos trabajos como modelo de bikinis y a participar en concursos de belleza. A los 16 años comenzó a trabajar como estríper, oficio que desempeñó durante más de dos años. Mientras se dedicaba al estriptis se dio cuenta de que quería llegar más lejos y al cumplir los 21 años decidió ser actriz porno.

### Carrera pornográfica
Conoció a un director porno y fue contratada para rodar dos escenas en las películas Strap On Sally 20 y Strap On Sally 21. Tras rodar las mismas, la productora Pleasure Productions le ofreció un contrato exclusivo que Nikki aceptó, trabajando para la compañía durante un año y medio. Mientras eso sucedía, la actriz aún vivía en Toronto y se desplazaba a Los Ángeles constantemente por trabajo. Al finalizar su contrato, la productora Jill Kelly Productions le hizo una oferta para trabajar para el estudio exclusivamente. Nikki aceptó mudándose a Los Ángeles.
Tras finalizar su contrato con Jill Kelly Productions, Nikki no quiso renovar y comenzó a trabajar sin compromisos de exclusividad con ninguna productora y para diferentes estudios. Rodó escenas en las que superaba los límites de lo que había hecho hasta entonces, de tono hardcore y gonzo. Tras trabajar unos meses sin contratos exclusivos, la productora Teravision (de la actriz porno Tera Patrick) le ofreció un nuevo contrato exclusivo. 
Tras unos meses de contrato con el estudio, Nikki empezó a tener problemas con la compañía, acusándolos de mora y de abuso psicológico por parte de Evan Seinfeld, marido de Tera Patrick y director de Teravision.[cita requerida] Tras ello, finalizó el contrato antes de la fecha de vencimiento. Tras el conflicto con Teravision, decidió trabajar libremente sin tener compromisos de exclusividad con ninguna otra productora, rodando escenas para multitud de estudios. 
En 2010, fue elegida Penthouse Pet del mes de abril. En 2016 participó junto a Abigail Mac, Monique Alexander, Romi Rain y Ana Foxxx en la película Ghostbusters XXX Parody, una parodia porno del reinicio femenino de Los cazafantasmas producido por Brazzers.